# Gian Francesco Giudice
Gian Francesco Giudice (Pádua, 25 de janeiro de 1961) é um físico teórico italiano.

## Biografia
Conhecido por pesquisas de física de partículas e cosmologia, Giudice trabalha no CERN desde 1993, onde é diretor do Departamento de Física Teórica.
Anteriormente, trabalhou no Fermi National Accelerator Laboratory (Fermilab) e na Universidade do Texas em Austin, no grupo de Steven Weinberg.
A sua pesquisa foca-se na construção de novas teorias que vão para além do Modelo padrão e as suas implicações na origem do universo.
As suas contribuições mais reconhecidas aconteceram nos campos da supersimetria e outras dimensões. É um acadêmico da Academia Nacional dos Linces, do Istituto Veneto di Scienze, Lettere ed Arti e da Accademia Galileiana. Recebeu os prêmios Jacques Solvay Chair em física (2013), Distinguished Visiting Research Chair no Instituto Perimeter de Física Teórica (2019), Sackler Distinguished Lecturer na Universidade de Tel Aviv (2020), Chandrasekhar Lecturer at Tata Institute of Fundamental Research (2022), Erwin-Schrödinger Professor na Universidade de Viena (2023).
É o autor de A Zeptospace Odyssey, um livro de divulgação científica baseado na física que acontece o Grande Colisionador de Hadrões (Large Hadron Collider - LHC), publicado em inglês, francês, alemão, italiano, espanhol e coreano.